# Čelični alhemičar: Bratstvo
Čelični alhemičar: Bratstvo (јап. 鋼の錬金術師 FULLMETAL ALCHEMIST, Hagane no Renkinjutsushi; engl. Fullmetal Alchemist: Brotherhood) je druga anime adaptacija mange „Čelični Alhemičar” koju je napisala i ilustrovala Hiromu Arakava. Anime je prvi put emitovan 5. aprila 2009. godine, izlazio je svake nedelje sve do završne epizode 4. jula 2010. godine na japanskoj televiziji MBS-TBS. Glasovni glumci Romi Park i Rie Kugimija su ponovo dali glasove glavnim likovima (Edvard Elrik i Alfons Elrik) u novijoj adaptaciji. Ova adaptacija je sličnija mangi, za razliku od starije verzije iz 2003. godine.
Engleska verzija „Čeličnog alhemičara: Bratstvo” je izašla 10. aprila 2009. godine, 5 dana posle japanske premijere, sa engleskim prevodom i japanskom sinhronizacijom na televizijiskom kanalu Animax Asia. Prva sinhronizovana verzija na engleskom jeziku je izašla 14. februara 2010. godine na televizijskom kanalu .

## Radnja
„Čelični alhemičar: Bratstvo” obuhvata svih 27 tomova mange, za razliku od prvog anime izdanja. Braća Edvard i Alfons Elrik su živeli sa majkom, Trišom Elrik u udaljenom selu Rizenbur u državi Amestris. Njihov otac, Hoenhajm, čuven i talentovani alhemičar, napustio je svoju decu dok su bili mali, i dok ih je majka sama odgajala, oni su pokazivali interesovanje za alhemiju. Kada je Triša preminula od bolesti, o njima su se brinuli njihove komšije (njihova najbolja prijateljica Vinri Rokbel i njena baka Pinako). Braća su putovali po svetu kako bi unapredila svoju alhemiju uz pomoć svog trenera, Izumi Kertis. Kada su završili sa naprednim treningom, vratili su se u selo. Odlučili su da iskoriste svoje unapređeno znanje o alhemiji da vrate svoju majku iz mrtvih. Ispostavilo se da je ljudska transmutacija nemoguća, i da ne može pravilno da se izvede. Kako im je ljudska transmutacija propala, nisu uspeli da majku vrate u svet živih, Alfons je izgubio svoje telo, ostao mu je samo duh, a Edvard je izgubio levu nogu. U poslednjem trenutku, Edvard žrtvuje svoju desnu ruku i spašava Alfonsov duh i stavlja ga u metalni oklop. Baka Pinako i njena unuka Vinri prave metalnu protezu ruke i noge i ugrađuju ih na Edvarda. Braća Elrik odlučuju da spale svoju kuću iz detinjstva (simbolično pokazuju kako moraju da nastave dalje i da nema više nazad) i odlaze u glavni grad sa ciljem da postanu zvanični državni Alhemičari. Nakon što je Edvard položio ispit i postao državni alhemičar, dobija je nadimak „Čelični Alhemičar” od državne vojske. Nakon toga, braća Elrik započinju svoju avanturu. Tragaju za famoznim kamenom mudrosti pod komandom pukovnika Mustanga, kreću u avanture u kojima saznaju pravu prirodu kamena i saznaju za zaveru svoje države Amestris. Na putu im se pridružuju homunkulusi koji pokušavaju da ih smaknu i spreče da se dokopaju kamena mudrosti. Takođe, u njihovoj avanturi im se pridružuju istočnjački alhemičari iz susedne države Sing. Takođe ih muči pitanje o njihovom ocu, ko je zapravo on i gde je otišao.

## Glumačka postava
| Karakteri           | Glumci (Japanski) | Glumci (Engleski)                                   | Beleške |
| ------------------- | ----------------- | --------------------------------------------------- | --- |
| Edvard Elrik        | Romi Park         | Vik Minjona                                         | |
| Alfons Elrik        | Rie Kugimija      | Maksi Vajthed                                       | Eron Dizmuk, originali glasovni glumac koji je dao glas Alfonsu u prvoj engleskoj adaptaciji Čeličnog alhemičara iz 2003, nije uspeo da reprizira ulogu zbog promene glasa u pubertetu. On daje glas mladog Hoenhajma u novoj adaptaciji. |
| Vinri Rokbel        | Megumi Takamoto   | Kejtlin Gles                                        | |
| Roj Mustang         | Šinćiro Miki      | Trevis Vilinghem                                    | |
| Riza Hokaj          | Fumiko Orikasa    | Kolin Klinkenberd                                   | |
| Aleks Luj Armstrong | Kenđi Ucumi       | Kris Sabat                                          | |
| Mejz Hjuz           | Keiđi Fuđivara    | Soni Strejt                                         | |
| Skar                | Kenta Mijake      | Dž. Majkl Tejtum                                    | |
| Lin Jao             | Mamoru Mijano     | Tod Haberkorn                                       | |
| Kralj Bredli/ Vret  | Hidekacu Šibata   | Ed Blejlok                                          | |
| Last                | Kikuko Inue       | Laura Bejli                                         | |
| Glatoni             | Tecu Širatori     | Kris Kason                                          | |
| Envi                | Minami Takajama   | Vendi Pauvel                                        | |
| Grid                | Juići Nakamura    | Kris Paton (Epizode 13-14) Troj Bejker Epizode 28+) | |
| Slot                | Fumihiko Taćiki   | Patrik Sajc                                         | |
| Selim Bredli/ Prajd | Juko Sanpei       | Britni Krabovski                                    | |

## Produkcija
Hiromu Arakava, tvorac „Čeličnog alhemičara“ je 2008. godine, u 20. tomu mange, objavila da će priča dobiti novu anime adaptaciju. Prethodna adaptacija se emitovala 2003-2004. godine i samo je polovično pratila mangu, do neke dvadesete epizode. Kako bi se razlkovala od prethodne serije, japanski naslov nove adaptacije (鋼の錬金術師 FULLMETAL ALCHEMIST) je uz originalni naziv dodao i engleski prevod za „Čelični Alhemičar,“ dok je zvanična engleska verzija uz ime dodala nastavak Brotherhood („Bratstvo“).
Studio Bones je animirao i ovu adaptaciju, ali uz novog režisera (Jasuhiro Irie), pisca (Hiroši Onogi) i kompozitora (Akira Senđu). Romi Park i Rie Kugumija, japanski glasovni glumci za Edvarda i Alfonsa, opet su tumačili glasove pomenutim likovima. Za razliku od prethodne adaptacije, ova verzija pokriva svih 27. tomova mange. Irie se trudio da što bolje prikaže priču, i dosta se fokusirao na lika Roja Mustanga jer je bio omiljen među fanovima. Maja 2010. godine, kada se serija približavala kraju, Irie je izjavio da studio već radi na poslednjim epizodama i da su svi šokirani njenim krajem.

## Emitovanje i distribucija
Marta 2009. godine, zajedno sa engleskim naslovom adaptacije (Fullmetal Alchemist: Brotherhood), objavljeno je da će se 10. aprila 2009. godine na kanalu Animax Asia emitovati serija sa engleskim titlom i japanskom sinhronizacijom. Kompanija Funimation je 3. aprila 2009. godine izjavila da će strimovati titlovanu verziju četiri dana nakon njene premijere u Japanu. Kompanija Madman Entertainment je dodala da će i ona strimovati seriju „par dana kasnije“. Druga adaptacija je u Japanu emitovana 5. aprila 2009. godine na kanalu MBS–TBS. 
Funimation je maja 2009. godine pauzirala emitovanje novih epizoda na nekoliko nedelja zbog incidenta u kome je jedna epizoda serije One Piece emitovana pre epizode u Japanu. Kasnije su te epizode okačene na njihov sajt i Jutjub kanal.
Avgusta 2009. godine, kompanija Aniplex je počela da prodaje Blu-ray i DVD izdanje serije. Prvi set je imao dve epizode i jedan specijal. Dva specijala su prodavana i u petom  i u devetom izdanju, zajedno sa četiri epizode. Serija je bila podeljena u ukupno 16 izdanja. Poslednje je izašlo novembra 2010. godine.
Septembra 2009. godine, Funimation je objavio listu engleskih glasovnih glumaca za ovu adaptaciju. Mnogi glumci iz starije verzije su se vratili da tumače glasove istim likovima. Sinhronizovana verzija se emitovala od 14. februara 2010, do 25. septembra 2011. godine na kanalu . DVD-jevi sa engleskom verzijom su se prodavali od maja 2010, do avgusta 2011. godine, i svaki je imao po trinaest epizoda. Izašlo je ukupno pet setova. Kompanija Manga Entertainment je prodavala ovu verziju u Ujedinjenom Kraljevstvu 2010/2011. godine. Prodavana je prvo u setovima od po pet, pa kasnije u setu od dva.
Funimation je izgubio licencu za seriju marta 2016. godine. Jula iste godine, objavljeno je da je licenca predata kompaniji Aniplex of America i da će se strimovati na sajtu . Američki i kanadski Netfliks je strimovao seriju od januara 2018. godine.  je prodavao dva Blu-ray seta od novembra 2018. godine. Funimation je naredne godine opet dobio licencu za strimovanje serije.
Kompanija Madman Entertainment je emitovala seriju u Australiji. U Kanadi se puštala na kanalu .
Za razliku od prošle adaptacije, „Čelični Alhemičar: Bratstvo“ nije emitovan u Srbiji.

### Film
Film je najvaljen nakon poslednje epizode serije. Novembra 2010, na zvaničnom sajtu adaptacije, okačen je kratki trejler u kome je otkriveno da će Fullmetal Alchemist: The Sacred Star of Milos („Čelični Alhemičar: Miloševa sveta zvezda“) izaći jula 2011. godine. Režiju filma vršio je Kazuja Murata, a scenario Juići Šinpo. Film prati braću Elrik i njihovu potragu za kriminalcem iz druge države. Funimation je januara 2012. godine puštao film u određenim američkim bioskopima, da bi ga od 24. aprila prodavao na DVD i Blu-ray diskovima.

### Muzika
Muziku druge adaptacije komponovao je Akira Senđu. Izašla su tri diska sa instrumentalnom muzikom; prvi je izašao 14. oktobra 2009, drugi 24. marta 2010, i treći 7. jula 2010. godine. CD sa svim uvodnim i odjavnim špicama, zvan Fullmetal Alchemist Final Best, izašao je 28. jula 2010. godine. Disk sa muzikom iz filma, koju je komponovao Taro Ivaširo, izašao je 29. juna 2011. godine.
Uvodnu i odjavnu špicu prvih 14 epizoda radili su pevačica Jui (pesma: Again) i bend Sid (pesma: Uso, 嘘). Za epizode 15-26, uvodnu špicu otpevao je bend Nico Touches the Walls (pesma: ), a odjavnu pevačica Miho Fukuhara (pesma: Let It Out). Uvodnu špicu za epizode 27-38 radio je pevački duo  (pesma: Golden Time Lover), dok je odjavnu radio bend Lil'B (pesma: Tsunaida Te, つないだ手). Za epizode 39-50, uvodnu špicu radio je pevački duo  (pesma: ), a odjavnu bend Scandal (pesma: Shunkan Sentimental, 瞬間センチメンタル). Uvodnu špicu za epizode 51-62 radio je opet bend Sid (pesma: Rain, レイン), a odjavnu glasovna glumica i pevačica Šoko Nakagava (pesma: Ray of Light). Poslednje dve epizode nemaju uvodne špice, a za odjavne su korišćene pesme Rain i Hologram.

## Prijem
„Čelični Alhemičar: Bratstvo“ ima savršenu ocenu na sajtu Rotten Tomatoes. Jedan od njihovih kritičara rekao je za seriju: „zbog neverovatnog sveta, uzbudljive akcije i emotivno zrele tematike, ovaj ribut Čeličnog alhemičara  predstavlja savršenu destilaciju šonen žanra.“
D. F. Smit (IGN) smatra da je ovo prvi put da su dve adaptacije nastale u razmaku od par godina.
Prvih 14 epizoda „Čeličnog alhemičara: Bratstvo” je primilo kritiku od Anime News Network osoblja, koji su izjavili da ponavljanjem događaja iz prve anime adaptacije je dovelo do toga da fali iznenađenja u novijoj adaptaciji. Mania Entertainment, njihov kritičar Kris Beveridž je izjavio da zabava leži u različitim odlukama likova iz prve anime adaptacije, i da je originalni sadržaj više bio fokusiran na emocionalnu notu animea. U narednoj kritici, Beveridž je pohvalio borbene scene u novijoj adaptaciji i pohvalio je dodatnu priču, i da je to učinilo novije epizode „solidnim”. Smit smatra da je prva polovina priče ubrzana jer detaljina verzija postoji u prvoj adaptaciji, ali dodaje da taj pristup dovodi do izbacivanja nekih zanimljivih scena sa sporednim likovima.
Kris Cimerman iz Comic Book Bin-a je izjavio: „serija se potpuno preokrenula i ostvarila je sopstveni identitet,” zbog ubacivanja novih likova i dodatnih priča kojih nije bilo u prvoj adaptaciji, stvarajući veću dubinu animea. Takođe je izjavio da je animacija superiornija od one u prvoj adaptaciji; mislio je na ekspresije likova i scene borbi. Pisajući za The Los Angeles Times, Čarls Solomon je rangirao „Čeličnog alhemičara: Bratstvo,” kao drugi najbolji anime 2010. godine. Megan Gudeman (CBR) rekla da je odnos između likova „dinamičan i nezaboravan“.
Mnogo pozitivnijih kritika je došlo kasnije, kada su se izašle dalje epizode. Mnogi gledaoci su ih smatrali superiornijim od prve adaptacije. Kritičari su kraj serijala opisali kao zadovoljavućim. Mark Tomas kritičar The Fandom Post-a je izjavio: „izvanredan kraj serijala”. U aprilu 2010, časopis Animage je uvrstio anime na 6. poziciju animea koji su izašli između aprila 2009. i marta 2010. godine. „Čelični Alhemičar: Bratstvo” se smatra jednom od najboljih anime serijala ikada, što zbog kvaliteta, kompleksnosti i jako povezanoj priči. Rankiran je na prvom mestu na MyAnimeList pod kategorijom najbolji anime serijali u istoriji. Takođe je rankiran prvi i na IMDB. WatchMojo.com je smestio ovaj anime na prvo mesto u svom video klipu na Jutjubu, pod nazivom „Najbolji anime serijali ikada”.

## Spoljašnji izvori
- (na jeziku: japanski)
- (na jeziku: engleski)
- Čelični alhemičar: Bratstvo na IMDb-u (na jeziku: engleski)
- Čelični alhemičar: Bratstvo na enciklopediji sajta Anime News Network (na jeziku: engleski)